# Mięsień zginacz długi palców
Mięsień zginacz długi palców (łac. musculus flexor digitorum longus) – w anatomii człowieka podłużny, spłaszczony, pierzasty mięsień, należący do warstwy głębokiej tylnej grupy mięśni goleni. Przyczep początkowy ma na tylnej powierzchni kości piszczelowej poniżej kresy mięśnia płaszczkowatego, na blaszce głębokiej powięzi goleni leżącej na mięśniu piszczelowym tylnym i na łuku ścięgnistym. U dołu goleni brzusiec przechodzi w ścięgno, biegnące następnie w bruździe na powierzchni tylnej kostki przyśrodkowej i przechodzące do przodu na podeszwowej stronie stopy. Tu dzieli się na cztery ścięgna dla palców II–V, które na poziomie paliczków bliższych przeszywają ścięgna mięśnia zginacza krótkiego palców i kończą się na paliczkach dalszych.
Unaczyniony jest przez tętnicę piszczelową tylną, a unerwiony przez nerw piszczelowy (L5, S1–2).
Mięsień ten zgina drugi, trzeci, czwarty i piąty palec. Przy obciążeniu nogi działa wzmacniająco na sklepienie stopy, a przy podnoszeniu na palce zbliża piętę do goleni. W nodze odciążonej zgina podeszwowo stopę, odwraca ją i przywodzi.